# HD 59500
HD 59500，又名CD-31 4590，SAO 198039、HR 2871，是一颗恒星，视星等为7.13，位于銀經245.36，銀緯-6.76，其B1900.0坐标为赤經7h 25m 1.2s，赤緯-31° -6.76′ 27″。